# Францішек Корицинський
Францішек Корицинський (пол. Franciszek Koryciński) гербу Топор — брацлавський каштелян 1685, стольник краківський 1671-1685, королівський придворний 1661.
Був учасником Ґолембської конфедерації 1672 року. У 1697 році був курфюрстом Августа II Фрідріха від Краківського воєводства.